# لند (شهدا بهشهر)
لند (بالفارسية: لند) هي قرية تقع في إيران في Shohada Rural District. يقدر عدد سكانها بـ 155 نسمة بحسب إحصاء 2016.